# Victoria (Hlipiceni), Botoșani
Victoria este un sat în comuna Hlipiceni din județul Botoșani, Moldova, România.
Satul Victoria face parte din comuna Hlipiceni, situat in partea stânga a Jijiei inferioare. Suprafața satului Victoria este de 194,94 ha din care 70,9 ha teren arabil, 7,2ha pasuni, 24,87 ha vii, 2,53 ha livezi, 18,36 ha drumuri si 25,90 ha construcții. Cele mai mari inaltimi le au dealurile “ La podiș”-176m si “Dealul Popii” – 179,2 m, iar cea mai mica inaltime este înregistrata in Lunca Jijiei, fiind de cca. 60 m. Satul a luat ființa in anul 1920, numele fiindu-i dat in cinstea victoriei armatelor romane care au luptat împotriva Germaniei in timpul Primului Război Mondial. 
 Acest articol despre o localitate din județul Botoșani este deocamdată un ciot. Puteți ajuta Wikipedia prin completarea lui.